# Cáterin Bravo
Cáterin Bravo Aránguiz (Halle, República Democràtica Alemanya, 28 de desembre de 1975) és una esgrimista franc-xilena.

## Carrera esportiva
Va néixer en una família d'esgrimistes, sent filla i neta de Mestres d'Armes. Va començar la seva carrera a l'edat de 7 anys a França, on va aconseguir un Campionat Departamental juvenil en floret, però després el seu entrenador la va canviar a la modalitat d'espasa, aconseguint ser campiona del Rànquing Nacional de França en la categoria cadet, i va conformar l'equip d'aquest país per al Campionat Mundial Cadet realitzat en Bonn en 1992.
En 1995 el seu pare, Héctor Bravo Zamora, va ser contractat com a director tècnic nacional per la Federació Xilena d'Esgrima, per la qual cosa la seva família es va traslladar a Xile, on va integrar la selecció nacional de l'esport.
Ha tingut destacades participacions en Jocs Sud-americans, on ha aconseguit l'or en les edicions de 1998 i 2002, i la plata en 2006 i 2014. En 2011 va aconseguir el bronze panamericano i sud-americà. També ha participat en els Jocs Olímpics, en les seves edicions de Sydney 2000, on només va arribar a la primera ronda d'espasa femenina, caient enfront de la letona Julija Vansovica per 15-5, i en Londres 2012.
Ha exercit com a vicepresidenta del Comitè Assessor Ministeri de l'Esport, membre de la Comissió Consultora dels Jocs Sud-americans Santiago 2014, vicepresidenta en l'Agrupació Nacional d'Esportistes d'Alt Rendiment de Xile (DARChile), vicepresidenta de la Comissió d'atletes del Comitè Olímpic de Xile, i presidenta del club d'Esgrima Scaramouche. És professora d'esgrima a l'Escola d'aviació i el Club Esportiu Manquehue.Plantilla:Cr

## Palmarès
- 1ª Rànquing Nacional Francès en la categoria cadet i seleccionada nacional francesa, mundial Bonn 1992.
- Seleccionada nacional xilena des de 1996 fins avui.
- 15 vegades guanyadora rànquing nacional xilè i Campiona de Xile,
- 8 títols de campiona Sud-americana (Ind. i equ.),1996- 1998- 2002- 2007- 2008- 2013.
- 4 medalles Panamericanes, Buenos Aires 2000- Rio 2001- Rio 2004- Ren 2011.
- 2 vegades medallistes en tornejos satèl·lits internacionals FIE, Belgrad 2011 - Newcastle 2013.
- 2 Classificacions Olímpiques, Sydney 2000 - Londres 2012.
- 4 vegades guanyadora del "Còndor de Bronze", premi atorgat pel Cercle de Periodistes Esportius de Xile al ?Millor esportista de l'any? (1998, 2000, 2012 i 2013).